# 오시라님

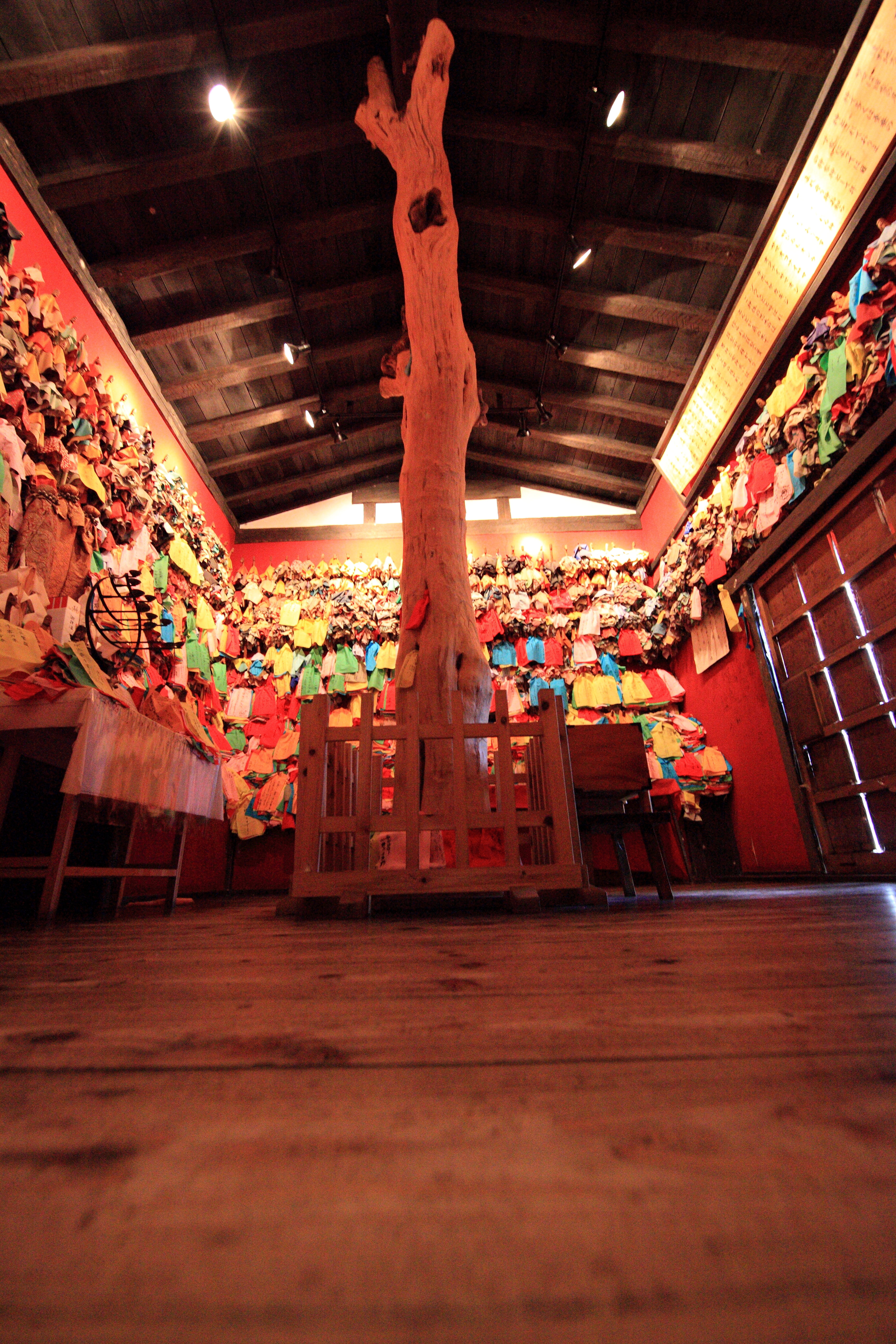
이와테현 토오노시 전승원에 전시된 오시라님 신체들(벽에 걸려 있는 것들).

오시라님(일본어: 御白様 오시라사마[*])은 일본의 동북지방에서 신앙되던 가신(家神)으로, 누에의 신, 농업의 신, 말의 신으로 알려져 있다. 이바라키현 등지에도 전승되지만, 특히 아오모리현과 이와테현에 진하게 신앙이 남아 있고, 미야기현 북부에도 농밀하게 분포한다. 지역별로 이름이 조금씩 달라서, 후쿠시마현에서는 오신메님(オシンメ様) 또는 오신메이님(オシンメイ様), 야마가타현에서는 오코나이님(オコナイ様)이라고 한다. 그 밖에 오시라신(일본어: 御白神 오시라가미[*]), 오시라부처(일본어: 御白仏 오시라호토케[*]), 뽕나무인형(일본어: 桑の木人形 카노 키진죠[*]) 등의 이름이 있다.
길이 1 척(30 센티미터) 정도의 뽕나무 막대기 끝에 남녀의 얼굴이나 말의 얼굴을 그리거나 새긴 것에, 천조각을 켜켜이 입혀 옷으로 삼은 것을 신체로 한다. 관두의를 입히고 머리에 관을 씌운 포두형(包頭型)도 있다.  평소에는 주택의 신붕이나 상간에 모시는 경우가 많다. 기년이 확실한 오시라님 신체 중 가장 오래된 것은 이와테현 쿠노헤군 타네이치정(현 히로노정)에 소재한 것으로, 대영 5년(서기 1525년) 만들어졌다. 또 이와테현 시모헤이군 니이사토촌과  카와이촌에 있는 것들도 천정 2년(서기 1574년)에 만들어진 것으로 오래 되었다.:262-263 신체는 남자 얼굴을 새긴 것과 여자 얼굴을 새긴 것, 말 얼굴을 새긴 것과 여자 얼굴을 새긴 것, 말 얼굴을 새긴 것과 남자 얼굴을 새긴 것 이런 식으로 2체를 함께 보시는 경우가 많다.
오시라님을 모시는 축제일을 명일(일본어: 命日 메이니치[*])라 하고, 음력 1월, 음력 3월, 음력 9월 16일에 열린다. 명일에는 신붕이나 상간에 모셔놓은 신체를 꺼내서 이 제사 때는 새 옷을 입힌다. 이를 이를 오센다쿠(オセンダク)라고 한다. 본가의 할머니가 양잠의 유래를 전하는 제문(오시라 제문)을 영창하거나, 소녀가 오시라님의 신체를 업고 놀거나 하여, 과거에는 동족적 배경으로 전승되는 여성집단에 의해 숭배되었음이 시사된다. 눈먼 무녀인 이타코가 참여하는 경우가 많고, 이타코가 참여할 경우 이타코가 오시라님을 향해 신기(神寄)의 경문을 영창하고, 오시라님을 손에 들고 제문을 영창하며 춤추게 한다. 오시라님은 특이하게도 그 숭배하는 제(祭)를 놀린다(遊ばせる)고 표현하며, 이런 행사를 오시라 아소바세(オシラアソバセ), 오시라놀음(일본어: オシラ遊び 오시라 아소비[*]), 오시라 호로키(オシラホロキ)라고 부른다. 또 아오모리현 히로사키시의 구도사에서는 대백라강(大白羅講)이 5월 15일에 열린다.
오시라님 신앙에는 다수의 금기가 있다. 예컨대 오시라신은 동물의 고기나 알을 싫어한다고 하여, 이런 것을 공물로 바치면 동티가 나서 받아 중병을 앓거나 얼굴이 삐뚤어진다고 한다. 오시라님을 모시는 집의 가인(家人)이 식육을 했다가 얼굴이 삐뚤어졌다는 이야기도 있다. 또, 한 번 신앙하기 시작하면 계속 신앙해야 해서, 신앙하기를 멈추거나 모시는 꼴이 조잡해지면 역시 가족에게 동티가 난다고 한다.
오시라님은 여자의 병의 치유를 기원받는 신, 눈[目]의 신, 어린이를 좋아하는 신이다. 각지에 어린이가 오시라님을 갖고 노는 것을 본 어른이 어린이에게 주의를 주자 오히려 동티가 났다거나, 오시라님이 화재로부터 집을 지켜줬다거나 하는 이야기가 전한다.:262 또한 농경신으로서 모내기, 김매기, 추수에 조력한다고도 한다. 『토오노 모노가타리 습유』에는 옛날 사냥꾼이 어느 산에 올라야 할지 알기 위해 오시라님의 신체를 양손 사이에 끼우고 비벼서, 신체에 새긴 말 얼굴이 향하는 방향으로 가는 풍습이 있었기 때문에, 오시라님을 “오시라세사마(일본어: お知らせ様)”라고도 했다는 이야기가 채록되어 있다. 지진이나 화재를 예지하는 능력도 있어서 카기호토케(일본어: 鉤仏)라고도 했고, 음력 정월 16일의 오시라놀음 날에 어린이가 그 한해의 길흉선악의 신의(神意)를 물었다고 한다. 오시라님 전설의 기원을 『수신기』나 『신녀전』에 기록된 중국의 잠녀 전설에서 찾기도 한다. 또는 이세지방의 천백신이 원형이라는 주장도 있다. 한편, 산신신앙과 양잠작업, 말[馬]신앙 등이 혼합되어 원초적이고 다양한 성격을 가진 신격이 성립된 것이라고 보는 시각도 있다.